# Бредет (Прахова)
Бредет (рум. Brădet) — село у повіті Прахова в Румунії. Входить до складу комуни Старкіожд.
Село розташоване на відстані 101 км на північ від Бухареста, 46 км на північ від Плоєшті, 144 км на захід від Галаца, 56 км на південний схід від Брашова.

## Населення
За даними перепису населення 2002 року у селі проживали 117 осіб, усі — румуни. Усі жителі села рідною мовою назвали румунську.